# El Viejo Clásico
El Viejo Clásico es el segundo partido de fútbol que más veces ha acontecido entre dos clubes durante la historia del fútbol nacional en España, disputado entre el Real Madrid Club de Fútbol y el Athletic Club. Estos enfrentamientos fueron los más repetidos hasta la temporada 2011-12, momento en el que fueron rebasados por la rivalidad entre el Real Madrid Club de Fútbol y el Fútbol Club Barcelona. Es por ello que recibían el calificativo que hoy reciben los partidos entre madrileños y catalanes, si bien se usa indistintamente para uno u otro según la ocasión, y por lo que se encuentra desde la primera década de los años 2000 más arraigado a estos últimos y que ya recibían el calificativo desde hacía tiempo atrás debido a que fueron los equipos con mejores registros y éxitos de España desde los años 1990. Pese a ello, el club vasco fue siempre considerado como «uno de los grandes del fútbol español».
Dicha contienda sigue siendo el más repetido en la historia del Campeonato de España de Copa —hoy Copa del Rey—, que es la competición más antigua del país. En ella se han enfrentado un total de 58 ocasiones, correspondiendo nueve de ellas a la final. En la Copa ambos guardan algunos de los mejores registros históricos, como el de mayor número de victorias seguidas. Ambos clubes fueron los dominadores de esta competición en su nacimiento. Dichas circunstancias hacen que en ocasiones se observe con nostalgia dichos encuentros históricos donde se disputaban la supremacía y poco dados en la actualidad, pero que sin embargo aún guardan un gran interés.
Curiosamente de dicha rivalidad deportiva nació el que es hoy otro de los grandes rivales del club madrileño, el Club Atlético de Madrid tras nacer en 1903 como una sucursal madrileña del club bilbaíno bajo el nombre de Athletic Club (Sucursal de Madrid). Además, dichos encuentros entre vascos y capitalinos adquirieron con el paso del tiempo un aditivo más al salpicarle un cierto trasfondo extradeportivo como la política, debido a las posturas históricas del panorama español, aunque siempre tuvieron una relación de respeto y deportividad unos con otros.
Su relevancia fue creciendo hasta convertirse en una de las rivalidades futbolísticas —y/o deportivas— más importante del ámbito español, situándose también como uno de los encuentros entre clubes más seguido en España del citado deporte y de mayor cobertura por interés mediático.
La rivalidad entre ambos equipos comenzó a adquirir gran relevancia ya a principios del siglo xx cuando ambos clubes se disputaban la supremacía en la única competición entre clubes de España de ámbito nacional, el ya citado Campeonato de España de Copa. Desde entonces ambos clubes dominaron el palmarés de la competición, siendo dos de los tres rivales a batir, destacando en consecuencia el enfrentamiento entre ambos. Señalados como una bandera no solo deportiva sino institucional de sus respectivas regiones, competían por dominar un deporte en el que con el paso de las ediciones fueron pocos los equipos que consiguieron disputarles tal supremacía hasta que el que fuera el gran dominador del país, el Athletic Club, vio como la diferencia de potencial con madridistas y barcelonistas fue acrecenténdose. Pese a ello, en alguna ocasión han conseguido triunfos destacados reviviendo épocas anteriores.
En la actualidad el balance en los más de cien años de historia de sus enfrentamientos es favorable a los madrileños, desde que a mediados de siglo estos se distanciaron tanto en el desglose de partidos como en la particular comparativa de títulos merced a la época dorada del «Madrid de Di Stéfano» en los años cincuenta, y que volvieron a vivir antiguas glorias durante las décadas de los años setenta y ochenta, todas épocas de los bilbaínos conocidas como las de «los 11 aldeanos» o los «leones de plata». Las mayores goleadas oficiales son de 8-1 a favor de los madrileños y de 0-6 a favor de los vascos.

## Antecedentes y origen del término
El club bilbaíno fue el decimoquinto club de España en ser fundado bajo el nombre de Athletic Club, que aún conserva, siendo en la actualidad el decano de los clubes vascos tras desaparecer el Athleta Club de Astilleros del Nervión. En cuanto al conjunto madrileño, fue el vigésimo primer club más longevo del país en ser fundado bajo el nombre de (Sociedad) Madrid Foot-Ball Club, y el quinto club de Madrid por detrás del Cricket y Foot-Ball (Club) de Madrid —club pionero de Madrid—, la (Sociedad) Juegos al Aire Libre, la (Sociedad) Sky Foot-ball —club semilla de los madridistas—, y la Association Sportive Amicale, siendo el decano de la región en la actualidad tras la desaparición de esos cuatro primeros.
Unos jóvenes del gimnasio Zamacois de Bilbao, fueron los fundadores del club vasco en 1898, mientras que el club madrileño nació en 1900 tras una escisión en la (Sociedad) Sky Foot-ball donde se encontraban Julián Palacios y los hermanos barceloneses Juan y Carlos Padrós, considerados estos los fundadores de una sociedad que no se oficializó hasta 1902 ya que no lo creyeron necesario para practicar el nuevo deporte. La constitución legal de los vascos no se dio hasta el 5 de abril de 1901 por motivos similares.
Paralelamente a sus primeros enfrentamientos en la que fue la primera competición oficial a nivel nacional en España, la Copa del Rey —o Campeonato de España como era conocido en la época— mostraron una gran supremacía en sus respectivas regiones. Auspiciados por la Federación Madrileña —entonces Asociación Madrileña de Clubs de Foot-Ball— y por la Federación Vasca (en euskera: Euskadiko Futbol Federakundea) —entonces conocida como Federación Regional Norte— eran los equipos más laureados de sus respectivos campeonatos regionales, el Campeonato de Madrid (posteriormente Campeonato del Centro) y el Campeonato del Norte (posteriormente Campeonato Vizcaíno y precursor de la Copa Vasca). Dicha supremacía se vio reflejada en el campeonato de Copa, donde dominaron los primeros años de la competición.
El origen del término tuvo sus primeras referencias a principios del año 2000 aunque referido a otro partido. El incipiente crecimiento de la rivalidad entre el Real Madrid C. F. y el F. C. Barcelona se hacía cada vez más patente, por lo que acabó por ser el encuentro más relevante en España. Si bien es cierto que en los orígenes de ambos clubes estos mantenían una rivalidad más fuerte con otros equipos, poco a poco sus disputas acabaron por resultar las más competidas del territorio. Fue entonces cuando los medios empezaron a acuñar calificativos para referirse a sus contiendas, utilizando las palabras «derbi» —aunque la utilización de esta es más correcta para designar enfrentamientos entre equipos de cercana localización, caso del «derbi madrileño» o el «derbi barcelonés»— o «clásico». El uso de este último cobró una significativa relevancia en la primera década del siglo XXI siendo desde entonces el calificativo usado para referirse al enfrentamiento, y por acepción del término a los enfrentamientos acontecidos también contra el Athletic Club. Técnicamente su uso no era del todo correcto como así refleja la Real Academia Española (RAE) ya que no ofrece ninguna acepción para referirse a una contienda deportiva y o futbolística, sin embargo al ser uno de los enfrentamientos más repetidos en la historia del fútbol español, y al tratarse de los dos clubes más reconocidos y dos de los más longevos en la historia española el término acabó por arraigar entre medios y aficionados por ser uno de los enfrentamientos más característicos y establecidos por costumbre del calendario, como así indica una de las definiciones del término. Así pues, el término en argot futbolístico de clásico es referido al encuentro más repetido, honor que recibían los producidos entre bilbaínos y madrileños, hasta ser superados por el de barcelonistas y madrileños. Fue en ese momento cuando se acuñó el término de «Viejo Clásico» para la trascendencia de dicho encuentro.

## Historia de la rivalidad

### Cordialidad mutua en la Copa de España (1902-28)
La primera vez que madrileños y vascos se enfrentaron en un partido oficial fue el 8 de abril de 1903 en el Hipódromo de la Castellana, cuando se enfrentaron en la primera edición del Campeonato de España, en el partido definitorio del mismo. Al ser tres los contendientes, las victorias previas de ambos frente al Club Español de Foot-Ball provocaron que su partido fuese considerado como una final, incluso por la Federación Española.
La emotiva remontada del Athletic Club, quien perdía por 2-1, caló tanto en algunos espectadores que decidieron fundar un filial del conjunto bilbaíno en Madrid, dando origen al Athletic Club (Sucursal de Madrid) a finales de ese mismo mes de abril de 1903. Dichos aficionados, un grupo de estudiantes vascos de la escuela de Ingeniería de Minas, fueron los responsables de lo que posteriormente dio con una de las mayores rivalidades del conjunto madridista, contra sus nuevos vecinos en el derbi madrileño, ya que no existía aún como tal con los bilbaínos. No en vano, eran incluso entidades que se profesaban admiración y respeto en aquellos primeros años y que manifestaban en numerosas ocasiones rindiendo visitas y agasajos mutuos. Cabe resaltar las peculiaridades al respecto en la época, donde la mayoría de las rivalidades se producían a nivel local entre clubes de la misma región por ver quien ostentaba mayores logros. Es por ello que las ocasiones en las que había enfrentamientos contra clubes de otras partes del país fueran catalogados como ocasiones casi festivas y dignas de loa por ambas partes, y era habitual que al final de dichos encuentros se ofrecieran recepciones y banquetes en honor de los visitantes.
Se rescata a continuación una de las crónicas del encuentro que dio el punto de partida al devenir de su historia:

“En el Hipódromo se celebró hoy el match entre el Club de Madrid y el Athletic de Bilbao. Estos dos clubs se disputaban el campeonato y la copa de plata regalada por el rey. El Club Madrileño había vencido ya al de Barcelona. Había gran expectación en el público por presenciar esta lucha. El Club de Madrid ganó los dos primeros tantos, desarrollando un juego brillante. Después se puso a la defensiva y como cambiase el viento en favor de los bilbaínos, éstos consiguieron hacer tres goals, a pesar de que los madrileños hicieron una defensa superior a todo encomio. No se pudo hacer los cuatro tantos por falta material de tiempo y los bilbaínos resultaron victoriosos por tres tantos contra dos que habían obtenido los madrileños”
Crónica de El Noticiero Bilbaíno. Bilbao, 1903

Con su victoria por 3-2 y con el consiguiente título de Campeón de España, retornaron a la capital la temporada siguiente para defender el título en la segunda edición del torneo. Fue un desastre a nivel organizativo. El nuevo presidente de la federación madrileña —organizadora del certamen—, Ceferino Avecilla, y quien a su vez era presidente del Club Español de Madrid no hizo sino colaborar a que fuese recordada como la peor edición resuelta. El impulso que dieron en la capital las competiciones provocó un continuo reguero de nuevos clubes de foot-ball ávidos de participar, con las consiguientes tiranteces entre todos ellos. La más sonada fue provocada por el Club Español quienes querían ser los organizadores de la nueva edición, dando con un cisma en la federación en favor de Avecilla y que tuvo repercusiones a nivel nacional. Así, en un principio estaban inscritos el Club Español de Madrid y el Madrid-Moderno Foot-Ball Club —equipo formado por la fusión del Madrid F. C. y el Moderno Foot-Ball Club—, sin embargo, a última hora se admitieron dos equipos madrileños más en la competición, el Moncloa Foot-Ball Club y el Iberia Foot-Ball Club, obligando a modificar el calendario conllevando a un sinfín de errores. Antes de comenzar el torneo, el Español de Barcelona, disconforme con el sistema de competición, anunció que no acudiría a Madrid.
El torneo comenzó el 13 de marzo aunque el 19 de marzo empezaron los problemas. En la eliminatoria entre el Español de Madrid y el Madrid-Moderno, el encuentro acabó con empate a cinco goles. Los capitanes de ambos equipos acordaron no prorrogar el partido como estaba estipulado, pero no llegaron a un acuerdo sobre cuando debían jugar el desempate. Los españolistas querían jugar a la misma hora del día siguiente, pero el Madrid-Moderno se negó al entender que en las bases del torneo se decía que ningún desempate podía jugarse en un plazo inferior a las 48 horas después del partido. Tras confirmarles el presidente de la Federación Ceferino Avecilla, quien era a su vez presidente del Español, que estaban en legitimidad y que su equipo no se presentaría tampoco, al día siguiente y en contra de lo dicho el Español acudió para disputar el desempate. Avecilla dio así a los españolistas como vencedores del partido, con las consiguientes protestas del Madrid. Todo ello acontecía con la espera de los bilbaínos.
Si bien la final de la Copa había sido prevista en un principio para el día 28 de marzo, la inclusión del Moncloa y el Iberia en el torneo a última hora, obligó a utilizar ese fin de semana para disputar una eliminatoria extra y a retrasar la final. El 27 de marzo se enfrentaron el Español y el Moncloa y cuando los primeros vencían por 1-0 se les lesionó de forma fortuita el defensa Hermúa. Sobre el mismo césped se le diagnosticó una rotura de tibia y peroné por lo que el árbitro del encuentro decidió suspenderlo, con lo que el club españolista decidió reclamar la victoria. Durante una asamblea de la Asociación Madrileña de Clubs de Football, el presidente de la entidad propuso aceptar el reclamo. Pero su condición de Presidente del club reclamante hizo que su voto fuera rechazado. Para resolver el conflicto, se recurrió a un sorteo que favoreció a Español, y lo nombró finalista.
Ese retraso en la final provocado por las eliminatorias previas, y que no fue comunicado al Athletic Club, hizo que los bilbaínos se presentasen a jugar el partido el día y hora establecido, no presentándose por lógica los españolistas conscientes del retraso y que no sería ese día el del partido final. Al no tener rival se autoproclamó campeón y marchó de vuelta a Bilbao. El hecho de autoproclama se produjo de igual modo cuando el Español hizo lo propio el día 29 al no estar presente el Athletic, siéndole reconocido al principio por parte de la federación el título y exigiéndoselo a los vascos. Las protestas del resto de clubes madrileños, encabezadas por el Madrid-Moderno en favor del conjunto vasco, sirvió para que se diese al Athletic como el vencedor en tanta desorganización. Entre otras cosas, se aludía que los españolistas ni siquiera tenían asegurado su puesto en la final ya que no había ganado las eliminatorias regionales previas: había empatado un partido y no había terminado el otro. Tras desembocar en cruces de declaraciones tras la postura de Avecilla, amén de la imposibilidad de resolver un caso demorado ya hasta el período estival, la Asociación Madrileña decidió consagrar como ganador al Athletic Club por su condición de campeón vigente.
El gesto fue coronado con una visita del Madrid-Moderno a Bilbao para rendir honores al Athletic Club como campeón de España y en compensación por los acontecimientos producidos en la capital.
Las buenas relaciones entre ambos continuaron durante la década de 1900, período en el que se enfrentaron en dos nuevas finales, en 1905 y 1906, resueltas en favor de los madrileños. Cabe destacar que en ambas finales, la dificultad en costes y tiempo que suponían los viajes hicieron que los bilbaínos tuvieran que recurrir a varios jugadores de su sucursal madrileña para disputar los partidos. Perdida su supremacía en favor de los madrileños y para enfrentar los costes, para 1907 decidieron repetir la fórmula de unión de 1902 bajo el nombre de Club Vizcaya. Finalmente, el 30 de marzo de 1907 se jugó el partido final, en el Hipódromo de la Castellana y ante 6000 espectadores, entre el Madrid Foot-Ball Club y el Club Vizcaya. El partido estuvo marcado por la igualdad en su primera mitad, mientras que en la segunda los jugadores vascos acusaron el cansancio, en especial el lesionado portero Prado. Fue la primera vez que surgía un conato de rivalidad, cuando el combinado vasco, insatisfecho con la organización y el comportamiento del público en el torneo, llegó a impugnar el resultado final. La queja no prosperó, pero el Athletic Club renunció a jugar la siguiente edición del torneo.
No volvieron a enfrentarse hasta la Copa del Rey de la temporada 1915-16, en la que los vascos se presentaron nuevamente como el club más laureado tras revertir el balance con los madrileños, quienes no contendían en la final desde 1908. Vencedor el Athletic Club por un contundente 4-0, Cabe señalar que fue en las semifinales entre madrileños y Foot-Ball Club Barcelona donde nació la rivalidad entre estos dos.
Eran los albores de un incipiente crecimiento foot-ballístico en el país, que pronto dio con la profesionalización de un deporte que tenía al Athletic, Barcelona y al Madrid como los tres equipos más laureados, y fue quizá el detonante para que se hiciese ya patente una gran rivalidad deportiva entre los clubes, más focalizada hasta entonces en una disputa interregional.

### Las rivalidades regionales dan paso a contiendas de ámbito nacional (1929-75)
El éxito del Campeonato de España, y los consiguientes campeonatos regionales —donde en cada zona fueron acrecentándose distintas rivalidades—, propiciaron grandes cambios a nivel nacional. Los pasos hacia la profesionalización del foot-ball seguían su cauce, y con ella, un establecimiento de un campeonato de liga. Tras un primer intento en su organización que finalizó prematuramente por desavenencias y sin éxito, se estableció finalmente el primer campeonato en 1929, bajo la denominación de Campeonato Nacional de Liga de Primera División. Todas las circunstancias provocaron un auge de clubes y un necesario reajuste del de los mencionados torneos territoriales para conformar un sistema regional de competiciones dentro del escalafón nacional. Desde entonces se siguieron disputando, aún proclamando a cada campeón regional para el acceso al Campeonato de España hasta su desaparición, carácter que obtuvieron entonces las clasificaciones en las divisiones nacionales, relegando a los torneos regionales a un papel secundario a pesar de tratar de unificarlos por territorios para evitar dicho devenir.
Su patente decadencia intentó evitarse en 1931 y 1934 con la reestructuración en Campeonatos Mancomunados y Campeonatos Supra-Regionales, aglutinando a diferentes regiones, El principal problema que se pretendía paliar era el de evitar una monotonía en la que casi los mismos equipos eran los encargados de disputar el Campeonato de España, mientras que había poca oportunidad para aquellos conjuntos pertenecientes a federaciones con menos proyección y federados. Sin embargo, el hecho de unificarlos dio solo con un déficit económico y que se sonstenían en algunos casos merced a uno o dos equipos. Esta sobredimensión y el éxito de las divisiones profesionales del Campeonato de Liga hacían que no hubiese interés por ver qué deparaba un torneo regional, mientras que la reestructuración suprarregional quedó en incógnita debido a la paralización de las actividades deportivas por la Guerra Civil. Correlativamente, y una vez finalizada la contienda bélica, las viejas disputas entre equipos de una misma región fueron dando paso a rivalidades en el ámbito nacional, con los tres principales protagonistas de Athletic Club, Real Madrid Foot-Ball Club y Foot-Ball Club Barcelona en liza, y más aún cuando en 1941 se suprimieron los torneos regionales.

#### La repercusión política ensombrece al deporte
En el caso de vascos y castellanos, continuaron alternando conquistas en el Campeonato de España de Copa, si bien los bilbaínos cosecharon más laureles, incluyendo tres títulos logrados frente a los madridistas en 1930, 1933 y 1943. Fue el preludio de una sequía de títulos en el torneo por parte de «los blancos» en la que fue la época más dura de la dictadura de Francisco Franco en la que se encontraba el país, período denominado como «los años de hierro». El fuerte y dominante carácter político en todos los ámbitos del país, tuvo una marcada repercusión también en la parcela deportiva, y en los enfrentamientos entre ambos conjuntos.
Si bien desde diversos entornos se ha señalado a esta etapa como la que favoreció el incipiente esplendor del equipo madrileño, en especial desde regiones que tuvieron más restricciones y yugos por parte del caudillo de España como el País Vasco y Cataluña, lo cierto es que fue el período más trágico en la historia de la entidad madrileña. Habiendo de reconstruir el club casi desde cero tras la guerra, qudando muy mermado debido al ostracismo y sin apenas jugadores, estuvo cerca de perder la categoría y vio casi sin protagonismo el éxito de otros clubes en el Campeonato de España. En la parte norte, el Athletic Club fue también penalizado a nivel institucional por dicho período, si bien continuó cosechando títulos en lo deportivo que le permitieron aumentar su supremacía sobre los castellanos. Una de las mayores controversias se dio en su ámbito idiosincrásico y cultural, donde medidas como la circular que ordenaba a los clubes a eliminar todo extranjerismo en sus denominaciones, dio con su renombre a Atlético de Bilbao. Unido, al igual que los madridistas, a una reconstrucción del equipo, sí fueron presas del afán del régimen en utilizar al fútbol como instrumento nacionalizador, algo que chocaba con la idiosincrasia vasca más focalizada en su identidad regional. Sin embargo, la utilización de este deporte como vía propagandística del régimen, debido a su éxito y repercusión estatal, tuvo especial foco en Bilbao, cuyo equipo era entonces el más laureado del país, y los medios lo señalaron como ejemplo e ideal a seguir por todos los clubes españoles. Esa relación del conjunto vasco como cabeza o canalizador de «lo español» no sentó bien en las esferas vascas y fue uno de los puntos que influyeron en el distanciamiento con el Real Madrid, club de la capital.
El ser un equipo con base en Madrid fue lo que señaló al Real Madrid como «el equipo del régimen» —si bien no gozó de privilegios como los que sí tuvieron el Club Atlético-Aviación o el Club de Fútbol Barcelona por citar dos casos—, ya que paralelamente Santiago Bernabéu —detractor del régimen— y Alfredo Di Stéfano, sí colmaron de éxitos al club en Europa, algo que aprovechó el dictador para recuperar su maltrecho prestigio internacional, y que marcó al club como su comparsa. Fue Franco quien se apoyó en el club madrileño, no al revés, en su afán por el centralismo, y el establecimiento de la lengua y cultura tradicionales españolas convirtiéndolo en su herramienta diplomática y política. Dicha relación fue tildada años después desde otras entidades como un supuesto favor institucional al equipo madrileño pese al carácter lícito y puramente deportivo de sus victorias. Cabe recordar que el euskera es otra de las principales idiosincrasias del pueblo vasco, y que desde el País Vasco se apuntó que fue perseguido, todos ellos motivos que no auguraban «casamiento» entre las dos regiones.
La síntesis fue clara con el contexto vigente, la disputa en el ámbito nacional distanció a los clubes más reconocidos, Athletic Club, Real Madrid C. F. y C. F. Barcelona. La repercusión del fútbol fue el principal canalizador de las diferencias sociopolíticas de la época, y quedó fijada en la rivalidad deportiva. Pudiera decirse así que la política fue el detonante que llevó a acrecentar las diferencias entre el conjunto vasco y el madrileño, si bien cabe decir que inequívocamente fueron también sus enfrentamientos deportivos los que fueron alimentando una rivalidad hoy por hoy deportiva.

## Estadísticas

### Balance de enfrentamientos
En esta tabla se resumen todos los encuentros disputados entre ambos equipos en todas las competiciones oficiales y amistosas.
| Competición                  | PJ  | Ganó RMA | PE | Ganó ATH | G.RMA | G.ATH |
| ---------------------------- | --- | -------- | -- | -------- | ----- | ----- |
| Campeonato de Liga           | 187 | 98       | 37 | 53       | 368   | 245   |
| Campeonato de España de Copa | 58  | 25       | 8  | 25       | 92    | 86    |
| Supercopa de España          | 2   | 1        | 0  | 1        | 3     | 2     |
| Total oficial                | 247 | 124      | 45 | 79       | 463   | 333   |
| Amistosos                    | 23  | 12       | 3  | 8        | 51    | 37    |
| Total no oficial             | 270 | 136      | 48 | 87       | 514   | 370   |

1. ↑  Incluidos los partidos contra el Club Vizcaya.

### Partidos que decidieron un título
Ambos clubes se han enfrentado para decidir un título un total de diez veces, con un balance de seis títulos para los vascos, y cuatro para los madrileños, siendo nueve de ellos correspondientes a la Copa del Rey —otrora Campeonato de España— y uno correspondiente a la Supercopa de España. A continuación se detallan los resultados de dichos partidos desde el primero de ellos producido en 1903, en la primera edición del torneo.
Nombres de equipos en la época. Indicados partidos de finales definitorios de un título.
| Temporada                    | Campeón                      | Resultado                    | Subcampeón                   | Sede Final                              |
| Campeonato de España de Copa | Campeonato de España de Copa | Campeonato de España de Copa | Campeonato de España de Copa |                                         |
| ---------------------------- | ---------------------------- | ---------------------------- | ---------------------------- | --------------------------------------- |
| 1902-03                      | Athletic Club                | 3 - 2                        | Madrid Foot-Ball Club        | Hipódromo de la Castellana, Madrid      |
| 1904-05                      | Madrid Foot-Ball Club        | 1 - 0                        | Athletic Club                | Tiro del Pichón, Madrid                 |
| 1905-06                      | Madrid Foot-Ball Club        | 4 - 1                        | Athletic Club                | Hipódromo de la Castellana, Madrid      |
| 1906-07                      | Madrid Foot-Ball Club        | 1 - 0                        | Club Vizcaya                 | Hipódromo de la Castellana, Madrid      |
| 1915-16                      | Athletic Club                | 4 - 0                        | Madrid Foot-Ball Club        | La Escopidora, Barcelona                |
| 1929-30                      | Athletic Club                | 3 - 2                        | Real Madrid Foot-Ball Club   | Estadio Olímpico de Montjuïc, Barcelona |
| 1932-33                      | Athletic Club                | 2 - 1                        | Madrid Foot-Ball Club        | Estadio Olímpico de Montjuïc, Barcelona |
| 1942-43                      | Atlético de Bilbao           | 1 - 0                        | Real Madrid Club de Fútbol   | Estadio Metropolitano, Madrid           |
| 1957-58                      | Atlético de Bilbao           | 2 - 0                        | Real Madrid Club de Fútbol   | Estadio Santiago Bernabéu, Madrid       |
| Supercopa de España          |                              |                              |                              |                                         |
| 2021-22                      | Real Madrid Club de Fútbol   | 2 - 0                        | Athletic Club                | Estadio Rey Fahd, Riad, Arabia Saudita  |

### Tabla histórica de goleadores
El máximo goleador de los enfrentamientos es el español Telmo Zarra con 24 goles, seguido de los 20 del francés Karim Benzema, los 17 del portugués Cristiano Ronaldo, los 15 de Ferenc Puskás, y los 14 de Guillermo Gorostiza y Alfredo Di Stéfano, siendo Zarra el primer jugador en sobrepasar la barrera de los veinte goles en la historia de dichos encuentros. Sin embargo su promedio anotador de 0.86 es superado por el luso Cristiano Ronaldo con 0.94 goles por encuentro disputado, el mexicano Hugo Sánchez con 0.92 y el chileno Iván Zamorano con 0.88, e igualado con Gaspar Rubio.
A continuación se resumen los máximos anotadores en la historia del clásico, desglosando los goles en partidos de Liga, Copas y encuentros internacionales, incluyendo las competiciones predecesoras de las actuales.
Nota: En recuadro blanco o rojo jugadores en activo. En caso de empate indicado en primer lugar el de mejor promedio goleador.
| #  | Jugador                   | Equipo            | Liga        | Liga        | Copa | Copa | Copa de la Liga | Copa de la Liga | Supercopa   | Supercopa   | Copa de Europa | Copa de Europa | Total | Total | Total |
| #  | Jugador                   | Equipo            | P.J.        | G.          | P.J. | G.   | P.J.            | G.              | P.J.        | G.          | P.J.           | G.             | P.J.  | G.    | G. T. |
| -- | ------------------------- | ----------------- | ----------- | ----------- | ---- | ---- | --------------- | --------------- | ----------- | ----------- | -------------- | -------------- | ----- | ----- | ----- |
| 1  | Telmo Zarra               | Athletic Club     | 17          | 17          | 11   | 7    | Inexistente     | Inexistente     | —           | —           | Inexistente    | Inexistente    | 28    | 24    | 0.86  |
| 2  | Karim Benzema             | Real Madrid C. F. | 27          | 18          | —    | —    | Inexistente     | Inexistente     | 2           | 2           | —              | —              | 29    | 20    | 0.69  |
| 3  | Cristiano Ronaldo         | Real Madrid C. F. | 18          | 17          | —    | —    | Inexistente     | Inexistente     | —           | —           | —              | —              | 18    | 17    | 0.94  |
| 4  | Ferenc Puskás             | Real Madrid C. F. | 12          | 11          | 6    | 4    | Inexistente     | Inexistente     | Inexistente | Inexistente | —              | —              | 18    | 15    | 0.83  |
| 5  | Guillermo Gorostiza       | Athletic Club     | 15          | 13          | 8    | 1    | Inexistente     | Inexistente     | Inexistente | Inexistente | Inexistente    | Inexistente    | 23    | 14    | 0.61  |
| =  | Alfredo Di Stéfano        | Real Madrid C. F. | 17          | 8           | 7    | 6    | Inexistente     | Inexistente     | Inexistente | Inexistente | —              | —              | 24    | 14    | 0.58  |
| 7  | José Luis Panizo          | Athletic Club     | 26          | 11          | 11   | 2    | Inexistente     | Inexistente     | Inexistente | Inexistente | Inexistente    | Inexistente    | 37    | 13    | 0.35  |
| 8  | Luis Molowny              | Real Madrid C. F. | 13          | 11          | 5    | 1    | Inexistente     | Inexistente     | —           | —           | —              | —              | 18    | 12    | 0.67  |
| =  | Raúl González             | Real Madrid C. F. | 27          | 11          | 2    | 1    | Inexistente     | Inexistente     | —           | —           | —              | —              | 29    | 12    | 0.41  |
| 10 | Hugo Sánchez              | Real Madrid C. F. | 12          | 11          | —    | —    | —               | —               | —           | —           | —              | —              | 12    | 11    | 0.92  |
| =  | Paco Gento                | Real Madrid C. F. | 28          | 6           | 8    | 5    | Inexistente     | Inexistente     | Inexistente | Inexistente | —              | —              | 36    | 11    | 0.31  |
| 12 | Agustín Sauto Bata        | Athletic Club     | 13          | 7           | 8    | 3    | Inexistente     | Inexistente     | Inexistente | Inexistente | Inexistente    | Inexistente    | 21    | 10    | 0.48  |
| =  | Dani Ruiz-Bazán           | Athletic Club     | 20          | 10          | 2    | —    | —               | —               | —           | —           | —              | —              | 22    | 10    | 0.45  |
| 14 | Chus Alonso               | Real Madrid C. F. | 10          | 9           | 3    | —    | Inexistente     | Inexistente     | Inexistente | Inexistente | Inexistente    | Inexistente    | 13    | 9     | 0.69  |
| =  | Eneko Arieta              | Athletic Club     | 16          | 6           | 6    | 3    | Inexistente     | Inexistente     | Inexistente | Inexistente | —              | —              | 22    | 9     | 0.41  |
| =  | Míchel González           | Real Madrid C. F. | 23          | 9           | 2    | —    | —               | —               | —           | —           | —              | —              | 25    | 9     | 0.36  |
| 17 | Gonzalo Higuaín           | Real Madrid C. F. | 10          | 8           | —    | —    | Inexistente     | Inexistente     | —           | —           | —              | —              | 10    | 8     | 0.80  |
| =  | Venancio Pérez            | Athletic Club     | 12          | 3           | 5    | 5    | Inexistente     | Inexistente     | Inexistente | Inexistente | Inexistente    | Inexistente    | 17    | 8     | 0.47  |
| =  | Carlos Alonso Santillana  | Real Madrid C. F. | 26          | 8           | 4    | —    | —               | —               | —           | —           | —              | —              | 30    | 8     | 0.27  |
| 20 | Iván Zamorano             | Real Madrid C. F. | 8           | 7           | —    | —    | Inexistente     | Inexistente     | —           | —           | —              | —              | 8     | 7     | 0.88  |
| =  | Manuel Fernández Pahiño   | Real Madrid C. F. | 9           | 6           | 5    | 1    | Inexistente     | Inexistente     | Inexistente | Inexistente | Inexistente    | Inexistente    | 14    | 7     | 0.50  |
| =  | Jaime Lazcano             | Real Madrid C. F. | 8           | 4           | 7    | 3    | Inexistente     | Inexistente     | Inexistente | Inexistente | Inexistente    | Inexistente    | 15    | 7     | 0.47  |
| =  | José Iraragorri           | Athletic Club     | 13          | 6           | 8    | 1    | Inexistente     | Inexistente     | Inexistente | Inexistente | Inexistente    | Inexistente    | 21    | 7     | 0.33  |
| 24 | Gaspar Rubio              | Real Madrid C. F. | 4           | 3           | 3    | 3    | Inexistente     | Inexistente     | Inexistente | Inexistente | Inexistente    | Inexistente    | 7     | 6     | 0.86  |
| =  | Pruden Sánchez            | Real Madrid C. F. | 6           | 4           | 3    | 2    | Inexistente     | Inexistente     | Inexistente | Inexistente | Inexistente    | Inexistente    | 9     | 6     | 0.67  |
| =  | Victorio Unamuno          | Athletic Club     | 9           | 6           | 4    | —    | Inexistente     | Inexistente     | Inexistente | Inexistente | Inexistente    | Inexistente    | 13    | 6     | 0.46  |
| =  | Emilio Butragueño         | Real Madrid C. F. | 17          | 6           | 2    | —    | —               | —               | —           | —           | —              | —              | 19    | 6     | 0.32  |
| =  | Ramón Lafuente            | Athletic Club     | 10          | 2           | 10   | 4    | Inexistente     | Inexistente     | Inexistente | Inexistente | Inexistente    | Inexistente    | 20    | 6     | 0.30  |
| =  | Amancio Amaro             | Real Madrid C. F. | 22          | 6           | 2    | —    | Inexistente     | Inexistente     | —           | —           | —              | —              | 24    | 6     | 0.25  |
| =  | José María Gutiérrez Guti | Real Madrid C. F. | 22          | 5           | 3    | 1    | Inexistente     | Inexistente     | —           | —           | —              | —              | 25    | 6     | 0.24  |
| =  | José Luis Artetxe         | Athletic Club     | 19          | 2           | 9    | 4    | Inexistente     | Inexistente     | Inexistente | Inexistente | —              | —              | 28    | 6     | 0.21  |
| =  | Sergio Ramos              | Real Madrid C. F. | 25          | 5           | 2    | 1    | Inexistente     | Inexistente     | 1           | —           | —              | —              | 28    | 6     | 0.21  |
| =  | Rafael Iriondo            | Athletic Club     | 22          | 5           | 9    | 1    | Inexistente     | Inexistente     | Inexistente | Inexistente | Inexistente    | Inexistente    | 31    | 6     | 0.19  |
| =  | José Martínez Pirri       | Real Madrid C. F. | 29          | 5           | 2    | 1    | Inexistente     | Inexistente     | Inexistente | Inexistente | —              | —              | 31    | 6     | 0.19  |
| 35 | Manuel Olivares           | Real Madrid C. F. | 4           | 4           | 2    | 1    | Inexistente     | Inexistente     | Inexistente | Inexistente | Inexistente    | Inexistente    | 6     | 5     | 0.83  |
| =  | José María Laca           | Athletic Club     | Inexistente | Inexistente | 7    | 5    | Inexistente     | Inexistente     | Inexistente | Inexistente | Inexistente    | Inexistente    | 7     | 5     | 0.71  |
| =  | Asier del Horno           | Athletic Club     | 7           | 5           | —    | —    | Inexistente     | Inexistente     | Inexistente | Inexistente | Inexistente    | Inexistente    | 7     | 5     | 0.71  |
| =  | Pablo Olmedo              | Real Madrid C. F. | 6           | 3           | 4    | 2    | Inexistente     | Inexistente     | Inexistente | Inexistente | —              | —              | 10    | 5     | 0.50  |
| =  | Héctor Rial               | Real Madrid C. F. | 9           | 4           | 5    | 1    | Inexistente     | Inexistente     | Inexistente | Inexistente | —              | —              | 14    | 5     | 0.36  |
| =  | Sabino Barinaga           | Real Madrid C. F. | 10          | 3           | 5    | 2    | Inexistente     | Inexistente     | Inexistente | Inexistente | Inexistente    | Inexistente    | 15    | 5     | 0.33  |
| =  | José María Argoitia       | Athletic Club     | 15          | 5           | 2    | —    | Inexistente     | Inexistente     | Inexistente | Inexistente | —              | —              | 17    | 5     | 0.29  |
| =  | Fernando Llorente         | Athletic Club     | 15          | 5           | 2    | —    | Inexistente     | Inexistente     | —           | —           | —              | —              | 17    | 5     | 0.29  |
| =  | Félix Marcaida            | Athletic Club     | 11          | 4           | 8    | 1    | Inexistente     | Inexistente     | Inexistente | Inexistente | —              | —              | 19    | 5     | 0.26  |
| =  | Fidel Uriarte             | Athletic Club     | 22          | 5           | 2    | —    | Inexistente     | Inexistente     | Inexistente | Inexistente | —              | —              | 24    | 5     | 0.21  |
| =  | Piru Gaínza               | Athletic Club     | 29          | 5           | 13   | —    | Inexistente     | Inexistente     | —           | —           | —              | —              | 42    | 5     | 0.12  |

## Palmarés
Se expone una tabla comparativa de competiciones oficiales, nacionales e internacionales, ganadas por ambos clubes. No se incluyen competiciones de carácter amistoso o regional.
| Títulos | Nacionales    | Nacionales | Nacionales | Nacionales | Nacionales | Europeos | Europeos | Europeos | Europeos | Mundiales | Mundiales | Mundiales | Mundiales | Total |   |    |
| --- | ------------- | ---------- | ---------- | ---------- | ---------- | -------- | -------- | -------- | -------- | --------- | --------- | --------- | --------- | ----- | - | -- |
| Títulos | Athletic Club | 8          | 24         | 3          | -          | 1        | -        | -        | -        | -         | -         | -         | -         | Total | - | 37 |
| Real Madrid C. F. | 36            | 20         | 13         | 1          | 1          | 15       | 2        | 6        | 2        | 1         | 3         | 5         | 1         | 106   |   |    |
| Datos actualizados a la consecución de un último título por parte de alguno de los implicados el 18 de diciembre de 2024. |               |            |            |            |            |          |          |          |          |           |           |           |           |       |   |    |

A esta lista no se añade la Pequeña Copa del Mundo de Clubes (precedente de la Copa Intercontinental) por haber sido organizada por una organización privada de empresarios, sin estar amparada por ningún organismo nacional o internacional, así como los ninguno de los títulos de carácter regional. Sí se contabilizan la Copa Latina (precedente de la Copa de Europa), y la Copa Iberoamericana al estar reconocida por CONMEBOL y la RFEF en el caso de la segunda, y por las federaciones de España (RFEF), Francia (FFF), Italia (FIGC) y Portugal (FPF) y la propia FIFA la primera).
La Copa Presidente FEF, fue un título oficial reconocido por la RFEF, disputado en una ocasión entre los años 1941-1947, mientras que la Recopa de Europa fue una competición oficial internacional de fútbol organizada por la UEFA durante 39 temporadas, no habiéndolas conquistado ninguno de los dos clubes.
Por otra parte, la Copa Intertoto de la UEFA (1962-2008, asumida en 1995 por la UEFA) fue una competición internacional de fútbol organizada para clubes europeos que no se habían clasificado para alguna de las principales competiciones de la UEFA (la Liga de Campeones y la UEFA Europa League) siendo clasificatoria para la Copa de la UEFA, y no siendo disputada nunca por ninguno de los dos clubes. Tampoco la Supercopa de Campeones Intercontinentales (oficializada por Conmebol posteriormente).

### Carácter nacional e internacional
Títulos de carácter nacional ganados por ambos equipos son: Liga Nacional de Primera División de España, Campeonato de España de Fútbol (Copa del Rey, Copa del Generalísimo, Trofeo del Generalísimo y Copa del Presidente de la II República), Supercopa de España (y su predecesora, Copa Eva Duarte), Copa de la Liga y Copa Presidente FEF. Los de carácter internacional son: UEFA Champions League (Antiguamente Copa de Europa), UEFA Europa League (Antiguamente Copa de la UEFA), UEFA Conference League, Recopa de Europa, Copa Intertoto de la UEFA y Supercopa de la UEFA, Copa de Ferias, Copa Latina, Copa Iberoamericana, Copa Intercontinental, Mundial de Clubes y Copa Intercontinental de la FIFA.
| Club              | Trofeos nacionales | Trofeos europeos | Trofeos mundiales | Total |
| ----------------- | ------------------ | ---------------- | ----------------- | ----- |
| Real Madrid C. F. | 71                 | 25               | 10                | 106   |
| Athletic Club     | 36                 | 0                | 0                 | 36    |

Datos actualizados a: 18 de diciembre de 2024.

### Por décadas
La siguiente tabla muestra los títulos conseguidos por ambos clubes organizados por décadas, indicándose a la izquierda los títulos obtenidos por el Athletic Club y a la derecha los conseguidos por el Real Madrid Club de Fútbol:
Nota: No se incluyen competiciones amistosas o regionales.
En negrita los títulos conseguidos hasta esa década, y en cursiva de color verde los conseguidos durante la década indicada(1) Se incluyen las competiciones oficiales predecesoras y/o reconocidas por estamentos oficiales nacionales o internacionales.
| Años      |                |                |                |                |                         |                         |                        |                        |                            |                            |                         |                         |                  |                  |             |             |                     |                     |                     |                     |                       |                       | Total   | Total     |
|           | ATH            | RMCF           | ATH            | RMCF           | ATH                     | RMCF                    | ATH                    | RMCF                   | ATH                        | RMCF                       | ATH                     | RMCF                    | ATH              | RMCF             | ATH         | RMCF        | ATH                 | RMCF                | ATH                 | RMCF                | ATH                   | RMCF                  | ATH     | RMCF      |
| --------- | -------------- | -------------- | -------------- | -------------- | ----------------------- | ----------------------- | ---------------------- | ---------------------- | -------------------------- | -------------------------- | ----------------------- | ----------------------- | ---------------- | ---------------- | ----------- | ----------- | ------------------- | ------------------- | ------------------- | ------------------- | --------------------- | --------------------- | ------- | --------- |
| 1900-10   |                |                | 3              | 4              |                         |                         |                        |                        |                            |                            |                         |                         |                  |                  |             |             |                     |                     |                     |                     |                       |                       | 3       | 4         |
| 1910-20   |                |                | 7 (+4)         | 5 (+1)         |                         |                         |                        |                        |                            |                            |                         |                         |                  |                  |             |             |                     |                     |                     |                     |                       |                       | 7 (+4)  | 5 (+1)    |
| 1920-30   | 1              | -              | 10 (+3)        | 5              |                         |                         |                        |                        |                            |                            |                         |                         |                  |                  |             |             |                     |                     |                     |                     |                       |                       | 11 (+4) | 5         |
| 1930-40   | 4 (+3)         | 2 (+2)         | 13 (+3)        | 7 (+2)         |                         |                         |                        |                        |                            |                            |                         |                         |                  |                  |             |             |                     |                     |                     |                     |                       |                       | 17 (+6) | 9 (+4)    |
| 1940-50   | 5 (+1)         | 2              | 17 (+4)        | 9 (+2)         | 1                       | 1                       |                        |                        |                            |                            |                         |                         |                  |                  | -           | -           |                     |                     |                     |                     |                       |                       | 23 (+6) | 12 (+3)   |
| 1950-60   | 6 (+1)         | 6 (+4)         | 20 (+3)        | 9              | 1                       | 1                       |                        |                        | -                          | 5                          | -                       | -                       |                  |                  | -           | 2 (+2)      |                     |                     |                     |                     | -                     | 1                     | 27 (+4) | 24 (+12)  |
| 1960-70   | 6              | 14 (+8)        | 21 (+1)        | 11 (+2)        | 1                       | 1                       |                        |                        | -                          | 6 (+1)                     | -                       | -                       |                  |                  | Extinta     | Extinta     |                     |                     |                     |                     | -                     | 1                     | 28 (+1) | 35 (+11)  |
| 1970-80   | 6              | 20 (+6)        | 22 (+1)        | 14 (+3)        | 1                       | 1                       |                        |                        | -                          | 6                          | -                       | -                       | -                | -                | Extinta     | Extinta     |                     |                     |                     |                     | -                     | 1                     | 29 (+1) | 44 (+9)   |
| 1980-90   | 8 (+2)         | 25 (+5)        | 23 (+1)        | 16 (+2)        | 2 (+1)                  | 4 (+3)                  | -                      | 1                      | -                          | 6                          | -                       | 2 (+2)                  | -                | -                | Extinta     | Extinta     |                     |                     |                     |                     | -                     | 1                     | 33 (+4) | 57 (+13)  |
| 1990-00   | 8              | 27 (+2)        | 23             | 17 (+1)        | 2                       | 6 (+2)                  | Extinta                | Extinta                | -                          | 8 (+2)                     | -                       | 2                       | -                | -                | Extinta     | Extinta     | -                   | -                   | -                   | 1                   | -                     | 2 (+1)                | 33      | 66 (+9)   |
| 2000-10   | 8              | 31 (+4)        | 23             | 17             | 2                       | 9 (+3)                  | Extinta                | Extinta                | -                          | 9 (+1)                     | -                       | 2                       | Extinta          | Extinta          | Extinta     | Extinta     | -                   | 1 (+1)              | Extinta             | Extinta             | -                     | 3 (+1)                | 33      | 76 (+10)  |
| 2010-20   | 8              | 34 (+3)        | 23             | 19 (+2)        | 3 (+1)                  | 12 (+3)                 | Extinta                | Extinta                | -                          | 13 (+4)                    | -                       | 2                       | Extinta          | Extinta          | Extinta     | Extinta     | -                   | 4 (+3)              | Extinta             | Extinta             | -                     | 7 (+4)                | 34 (+1) | 95 (+19)  |
| 2020-Act. | 8              | 36 (+2)        | 24 (+1)        | 20 (+1)        | 4 (+1)                  | 14 (+2)                 | Extinta                | Extinta                | -                          | 15 (+2)                    | -                       | 2                       | Extinta          | Extinta          | Extinta     | Extinta     | -                   | 6 (+2)              | Extinta             | Extinta             | -                     | 10 (+2)               | 36 (+2) | 106 (+11) |
| Años      | Liga de España | Liga de España | Copa de España | Copa de España | Supercopa de España (1) | Supercopa de España (1) | Copa de Liga de España | Copa de Liga de España | Copa de Europa / Champions | Copa de Europa / Champions | Copa Ferias / Copa UEFA | Copa Ferias / Copa UEFA | Recopa de Europa | Recopa de Europa | Copa Latina | Copa Latina | Supercopa de Europa | Supercopa de Europa | Copa Iberoamericana | Copa Iberoamericana | Mundial de Clubes (1) | Mundial de Clubes (1) | Total   | Total     |

## Jugadores que han militado en ambos clubes
A lo largo de la historia son varios los jugadores que han jugado en ambos equipos, algunos de los cuales pasaron inadvertidos para la afición rival, mientras que otros fueron el objetivo de la dura rivalidad de las respectivas aficiones.

### Trasvases según la nacionalidad
Nota *: no incluidos los casos de los canteranos.
| Rumbo a Madrid * | Rumbo a Madrid * |
| País             | Jugadores |
| ---------------- | --- |
| España           | Luis Bergareche, Hermenegildo Elices, Macala, Antonio Ortiz Alonso, Manolín Martínez, Rafael Alkorta, Aitor Karanka, Kepa Arrizabalaga |
| Total            | 8 |

| Rumbo a Bilbao* | Rumbo a Bilbao*                            |
| País            | Jugadores                                  |
| --------------- | ------------------------------------------ |
| España          | Juan Urquizu, Luis María Uribe, Mikel Lasa |
| Total           | 3                                          |